# Katalysator (udstødningssystem)
 For alternative betydninger, se Katalysator. (Se også artikler, som begynder med Katalysator)
En katalysator er en enhed, der reducerer udslippet af skadelige, forurenende stoffer fra forbrændingsmotorer. Katalysatorer indgår i udstødningssystemer typisk på køretøjer.
I katalysatoren sidder en kemisk katalysator, der indeholder platin, palladium og rhodium, som spalter bl.a. NO (kvælstofoxid) til N2 og O2. NO er ellers meget stabil og vil tage lang tid at komme af med.
For benzinbiler over 2000 {\displaystyle cm^{3}} har katalysator været lovpligtige siden 1. oktober 1989, og for øvrige benzinbiler siden 1. oktober 1990. Katalysatoren skal være en såkaldt 3-vejs reguleret, der udover NO (kvælstofoxid) også reducerer indholdet af CO (kulilte) og CH (kulbrinter) i udstødningen. Katalysatorer kræver brug af blyfri benzin, da de ødelægges af blyet i blyholdig benzin.